# Reyes (Bolivia)
Reyes es una localidad y municipio de Bolivia, capital de la provincia del General José Ballivián en el departamento del Beni. El municipio tiene una superficie de 11.870 km² y cuenta con una población de 13.246 habitantes (según el Censo INE 2012).
Su fiesta patronal se celebra el 6 de enero (Los Santos Reyes).

## Historia
Una fuente indica que la fundación de Reyes fue en 1710 por los padres jesuitas Bernardo del Castillo y Diego Ignacio Fernández, como parte de las Misiones jesuíticas de Moxos.

## Ubicación
El municipio de Reyes es uno de los cuatro municipios de la provincia del General José Ballivián y se encuentra en la parte noroeste de la provincia. Limita al oeste con los municipios de San Buenaventura e Ixiamas en el departamento de La Paz, al sur con el municipio de Rurrenabaque, al sureste con el municipio de San Borja, al este con el municipio de Santa Rosa de Yacuma, y por el norte con el municipio de San Lorenzo en el departamento de Pando. El centro administrativo del municipio es la localidad de Reyes con 7.202 habitantes (2012).
La localidad está ubicada a una altitud de 188 m s. n. m. en las tierras bajas bolivianas en la margen derecha del río Beni, a unos 15 kilómetros del río.

## Geografía
El municipio de Reyes es surcado por numerosos ríos amazónicos, entre los que se encuentran los ríos Beni, Yacuma y Biata. Entre los cuerpos de agua más importantes se encuentran los lagos Rogagua y Yusala así como las lagunas San Lorenzo, Verde y Tacuaral.
En Reyes se encuentra el Área Protegida Municipal Rhukanrhuka, creada en 2019 con una superficie de 859.451 hectáreas mediante Ley 197, con el fin de salvaguardar especies amenazadas de monos endémicas de la zona como el Callicebus olallae y el Callicebus modestus.
Con respecto al uso de la tierra en Reyes, 55% de la superficie está destinada a la ganadería, 26% al uso forestal y 10% a la agricultura.

## Clima
La temperatura media en la región es de alrededor de 26 °C y varía ligeramente entre los 23 °C en junio y julio, y aproximadamente 27 °C de octubre a diciembre. La precipitación anual es de 2000 mm, con una marcada estación lluviosa de diciembre a marzo con 200-300 mm de precipitación mensual y los valores mínimos mensuales, justo por debajo de 100 mm, de julio a septiembre.

## Demografía
De acuerdo con el censo boliviano de 2024, la población del municipio de Reyes es de 11 274 habitantes.
La población del municipio de Reyes aumentó en más de dos tercios entre 1992 y 2024, mientras que la población de la localidad de Reyes ha aumentado por igual en las últimas décadas:
| Año  | Habitantes (municipio) | Habitantes (localidad) | Fuente     |
| ---- | ---------------------- | ---------------------- | ---------- |
| 1992 | 6 892                  | 4 199                  | Censo 1992 |
| 2001 | 11 127                 | 6 222                  | Censo 2001 |
| 2012 | 13 246                 | 7 202                  | Censo 2012 |
| 2024 | 11 274                 |                        | Censo 2024 |

La esperanza de vida de los recién nacidos en 2001 era de 66,3 años. La tasa de alfabetización entre los mayores de 19 años de edad es un 84,5 %, con 86,4 % y 82,0 % para hombres y mujeres respectivamente (2001).

## Transporte
Reyes se ubica a 405 kilómetros por carretera al oeste de Trinidad, la capital departamental.
Desde Trinidad, la ruta nacional Ruta 3, en gran parte sin pavimentar, recorre 281 kilómetros al oeste hasta Yucumo. Desde allí la Ruta 8 recorre hacia el norte 99 kilómetros hasta Rurrenabaque, y luego, después de otros 25 kilómetros, llega a Reyes. Continúa hacia el noreste hasta Riberalta y Guayaramerín en la frontera con Brasil.
La localidad cuenta con el Aeropuerto de Reyes, ubicado 2 km al oeste del pueblo.

## División política
El municipio estaba formado por dos cantones, hasta que se cambió la constitución nacional el 2009 donde se eliminaron los cantones:
- Cantón Reyes - 9.286 habitantes (2001)
- Cantón Cavinas - 1.841 habitantes (2001)

## Puntos de Interés
Museo Arqueológico y Etnográfico. – Calle Marbán y 18 de Noviembre.  Pequeña colección, con jardines y centro de interpretación cultural.